# کوزوکایا (چیلدیر)
کوزوکایا (به ترکی استانبولی: Kuzukaya) یک منطقهٔ مسکونی در ترکیه است که در چیلدیر واقع شده‌است.